# واشنطن هايهتس (نيويورك)
واشنطن هايهتس (بالإنجليزية: Washington Heights CDP, New York)‏ هي منطقة سكنية تقع بولاية نيويورك في الولايات المتحدة. تبلغ مساحتها 3.9 كم2، وترتفع عن سطح البحر 203 م، بلغ عدد سكانها 1,689 نسمة في عام 2010 حسب إحصاء مكتب تعداد الولايات المتحدة وتصل الكثافة السكانية فيها 433.1 نسمة لكل كيلومتر مربع (1,121.7/ميل2).

## التركيبة السكانية
حدّد مكتب تعداد الولايات المتحدة بيانات التركيبة السكانية لواشنطن هايهتس في تعداد الولايات المتحدة. في ما يلي، التركيبة السكانية حسب تعدادي 2000 و2010.

### تعداد عام 2000
بلغ عدد سكان واشنطن هايهتس 1,318 نسمة بحسب تعداد عام 2000، وبلغ عدد الأسر 492 أسرة وعدد العائلات 349 عائلة مقيمة في المنطقة السكنية. في حين سجلت الكثافة السكانية 337.9 نسمة لكل كيلومتر مربع (875.2/ميل2). وبلغ عدد الوحدات السكنية 510 وحدة بمتوسط كثافة قدره 130.8 لكل كيلومتر مربع (338.8/ميل2).
وتوزع التركيب العرقي للمنطقة السكنية بنسبة 84.60% من البيض و7.74% من الأمريكيين الأفارقة و0.83% من الأمريكيين الأصليين و1.52% من الأمريكيين ذوي الأصول الآسيوية و3.34% من الأعراق الأخرى و1.97% من عرقين مختلطين أو أكثر و10.62% من الهسبانيون أو اللاتينيون من أي عرق.
بلغ عدد الأسر 492 أسرة كانت نسبة 36.8% منها لديها أطفال تحت سن الثامنة عشر تعيش معهم، وبلغت نسبة الأزواج القاطنين مع بعضهم البعض 53.7% من أصل المجموع الكلي للأسر، ونسبة 12.6% من الأسر كان لديها معيلات من الإناث دون وجود شريك،  بينما كانت نسبة 4.7% من الأسر لديها معيلون من الذكور دون وجود شريكة وكانت نسبة 29.1% من غير العائلات. تألفت نسبة 23.2% من أصل جميع الأسر من عدة أفراد يعيشون في نفس المنزل ونسبة 10.6% كانت تتألف من شخص يعيش بمفرده يبلغ من العمر 65 عاماً أو أكثر. وبلغ متوسط حجم الأسرة المعيشية 2.68، أما متوسط حجم العائلات فبلغ 3.16.
بلغ العمر الوسطي للسكان 36.5 عاماً. وكانت نسبة 26.3% من القاطنين تحت سن الثامنة عشر، وكانت نسبة 6.8% بين الثامنة عشر والرابعة والعشرين عاماً، ونسبة 31.3% كانت واقعةً في الفئة العمرية ما بين الخامسة والعشرين والرابعة والأربعين عاماً، ونسبة 23% كانت ما بين الخامسة والأربعين والرابعة والستين، ونسبة 12.7% كانت ضمن فئة الخامسة والستين عاماً فما فوق. يوجد لكل 100 أنثى 89.9 ذكر، ويوجد لكل 100 أنثى في الثامنة عشر من عمرها فما فوق 85.1 ذكر.
بلغ متوسط دخل الأسرة في المنطقة السكنية 42,981 دولارًا، أما متوسط دخل العائلة فبلغ 52,125 دولارًا. وكان متوسط دخل الذكور 30,813 دولارًا مقابل 26,023 دولارًا للإناث. وسجل دخل الفرد الخاص بالمنطقة السكنية 17,929 دولارًا. وكانت نسبة 7.4% من العائلات ونسبة 5.3% من السكان تحت خط الفقر، وكان من هؤلاء نسبة 7% تحت سن الثامنة عشر ونسبة 5.3% في الخامسة والستين من العمر وما فوق.

### تعداد عام 2010
بلغ عدد سكان واشنطن هايهتس 1,689 نسمة بحسب تعداد عام 2010، وبلغ عدد الأسر 627 أسرة وعدد العائلات 442 عائلة مقيمة في المنطقة السكنية. في حين سجلت الكثافة السكانية 433.1 نسمة لكل كيلومتر مربع (1,121.7/ميل2). وبلغ عدد الوحدات السكنية 702 وحدة بمتوسط كثافة قدره 180 لكل كيلومتر مربع (466.2/ميل2).
وتوزع التركيب العرقي للمنطقة السكنية بنسبة 65.60% من البيض و16.28% من الأمريكيين الأفارقة و1.01% من الأمريكيين الأصليين و3.20% من الأمريكيين ذوي الأصول الآسيوية و10.24% من الأعراق الأخرى و3.67% من عرقين مختلطين أو أكثر و29.66% من الهسبانيون أو اللاتينيون من أي عرق.
بلغ عدد الأسر 627 أسرة كانت نسبة 38.3% منها لديها أطفال تحت سن الثامنة عشر تعيش معهم، وبلغت نسبة الأزواج القاطنين مع بعضهم البعض 48.6% من أصل المجموع الكلي للأسر، ونسبة 13.7% من الأسر كان لديها معيلات من الإناث دون وجود شريك،  بينما كانت نسبة 8.1% من الأسر لديها معيلون من الذكور دون وجود شريكة وكانت نسبة 29.5% من غير العائلات. تألفت نسبة 23.3% من أصل جميع الأسر من عدة أفراد يعيشون في نفس المنزل ونسبة 8.3% كانت تتألف من شخص يعيش بمفرده يبلغ من العمر 65 عاماً أو أكثر. وبلغ متوسط حجم الأسرة المعيشية 2.69، أما متوسط حجم العائلات فبلغ 3.17.
بلغ العمر الوسطي للسكان 37.4 عاماً. وكانت نسبة 25.1% من القاطنين تحت سن الثامنة عشر، وكانت نسبة 7.8% بين الثامنة عشر والرابعة والعشرين عاماً، ونسبة 31.6% كانت واقعةً في الفئة العمرية ما بين الخامسة والعشرين والرابعة والأربعين عاماً، ونسبة 25.1% كانت ما بين الخامسة والأربعين والرابعة والستين، ونسبة 10.4% كانت ضمن فئة الخامسة والستين عاماً فما فوق. وتوزع التركيب الجنسي للسكان بنسبة 48.2% ذكور و51.8% إناث.